# Laka industrija
Laka ili prerađivačka industrija je naziv za oblik proizvodnje koji, obradbom i doradbom sirovina i poluproizvoda ekstraktivne industrije (poput vađenja ugljena, sirove nafte, zemnog plina, ostalih ruda i kamenja), poljoprivrede, šumarstva te sintetičnih sirovina, stvara završni proizvod namijenjen krajnjem potrošaču, a ne drugim industrijama. Stoga laku industriju obilježavaju manja novčana ulaganja i veći udio ljudskog rada.
Glavne grane lake industrije su prehrambena, tekstilna, duhanska, kožarska, obućarska, laka kemijska i industrija celuloze i papira.

## Obilježja
Pogoni lake industrije su najčešće daleko manji od onih iz teške industrije, a proizvodi koja ona proizvodi najčešće ne spadaju u kategoriju trajnih dobara.
Radnici mogu biti ili nisko stručno osposobljeni, kao što je to slučaj u tekstilnoj i prehrambenoj industriji, ali i imati visoku stručnu spremu kao kod proizvodnje potrošačke elektronike i izrade preciznih uređaja.
Ta grana industrije razvila se krajem 18. stoljeća u Velikoj Britaniji nakon izuma parnog stroja i industrijske revolucije.
Prerađivačka industrija čini razmjerno velik dio ukupne svjetske proizvodnje dobara i usluga, a neke su od najvažnijih grana prerađivačke industrije: proizvodnja hrane i pića, računala, odjeće, automobila i zrakoplova, kemijskih proizvoda, metala, naftnih prerađevina i dr.
Iako je važan element razvoja gospodarstva, u prerađivačkoj industriji razvijenih zemalja sve manji je udio radne snage zbog automatiziranja proizvodnoga procesa ili preseljenja proizvodnje u države s jeftinijom radnom snagom. Tako danas najveći udio u svjetskoj lako-industrijskoj proizvodnji imaju Četiri azijska tigra i Japan (elektrotehnička i informatička industrija), Kina, Indija, Pakistan i Bangladeš (tekstilna industrija) te Brazil i Sjedinjene Američke Države (prehrambena industrija).

## Vanjske poveznice
- Prerađivačka industrija RH Hrvatske, stranice Ministarstva gospodarstva, poduzetništva i obrta (www.mingo.hr), pristupljeno 25. prosinca 2016.
- Leichtinsutrie - laka industrija, Radio China International, pristupljeno 25. prosinca 2016. (njem.)